# Zerbst (Anhalt)
Zerbst/Anhalt is een stad in de Duitse deelstaat Saksen-Anhalt, en maakt deel uit van de Landkreis Anhalt-Bitterfeld. Zerbst/Anhalt telt 21.294 inwoners. De stad werd op 18 april 1945 voor 80% verwoest.

## Indeling gemeente
De volgende Ortsteile maken deel uit van de gemeente:
| - Badetz - Badewitz - Bärenthoren - Bias - Bone - Bonitz - Bornum - Buhlendorf - Deetz - Dobritz - Eichholz - Flötz - Garitz - Gehrden - Gödnitz - Gollbogen - Golmenglin - Grimme - Güterglück - Hagendorf | - Hohenlepte - Jütrichau - Kämeritz - Kerchau - Kermen - Kleinleitzkau - Kuhberge - Leps - Lietzo - Lindau - Luso - Moritz - Moritzer Mühle - Mühlsdorf - Mühro - Nedlitz - Neue Sorge - Niederlepte - Nutha - Pakendorf | - Polenzko - Pulspforde - Quast - Reuden/Anhalt - Ronney - Schora - Siedlung Nutha - Steckby - Steutz - Straguth - Strinum - Tochheim - Töppel - Trebnitz - Trüben - Vordamm - Walternienburg - Wertlau - Zernitz |

## Partnersteden
- Jever (Duitsland)

## Geboren
- Karel Willem van Anhalt-Zerbst (1652), vorst van Anhalt-Zerbst
- Johan August van Anhalt-Zerbst (1677), vorst van Anhalt-Zerbst
- Carl Friedrich (Christian) Fasch (1736), componist

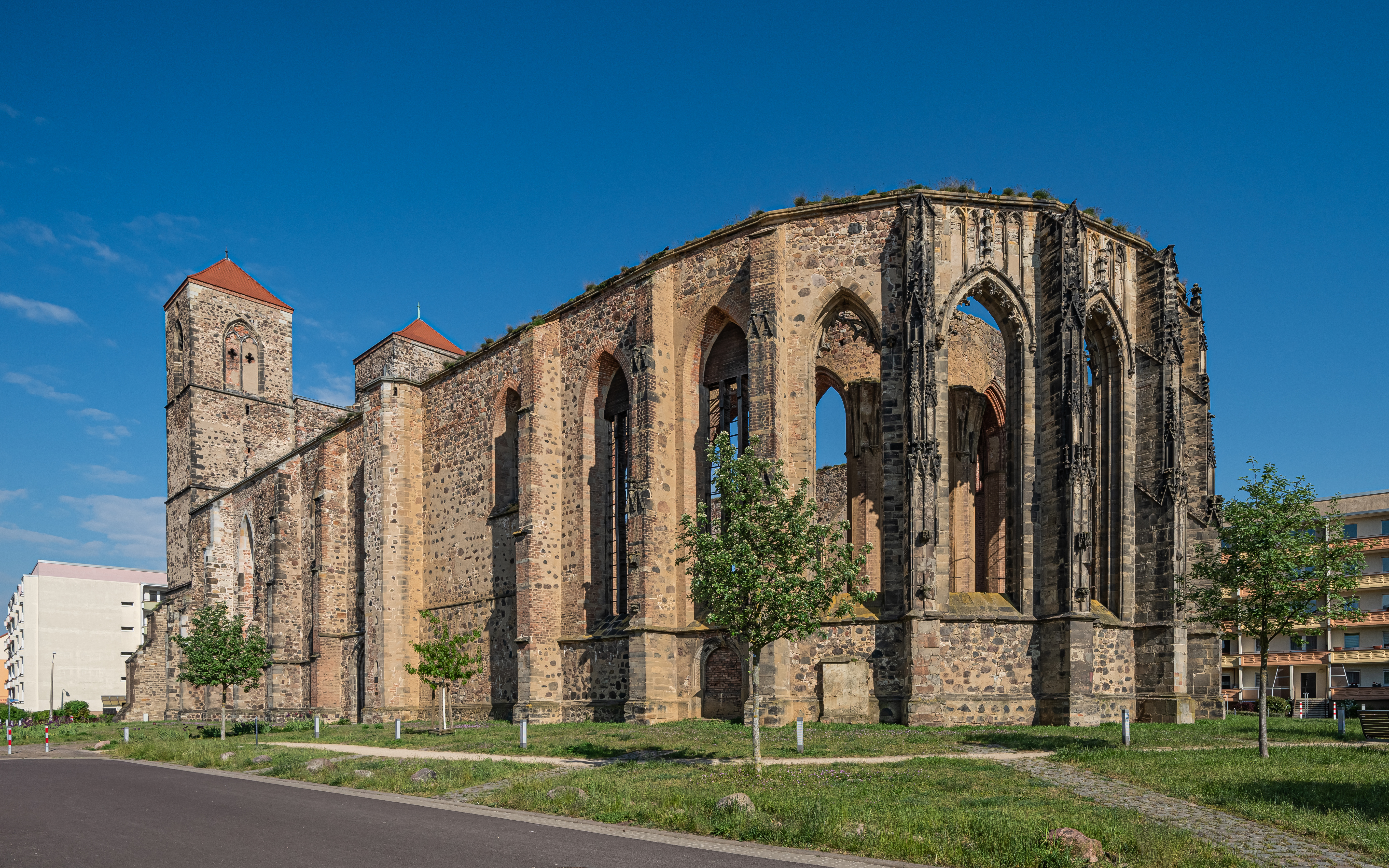
Ruïne van de Sint-Nicolaaskerk te Zerbst

- Uwe Ampler (1964), wielrenner

Aken ·
Bitterfeld-Wolfen ·
Köthen ·
Muldestausee ·
Osternienburger Land ·
Raguhn-Jeßnitz ·
Sandersdorf-Brehna ·
Südliches Anhalt ·
Zerbst/Anhalt ·
Zörbig